# ミートローフ

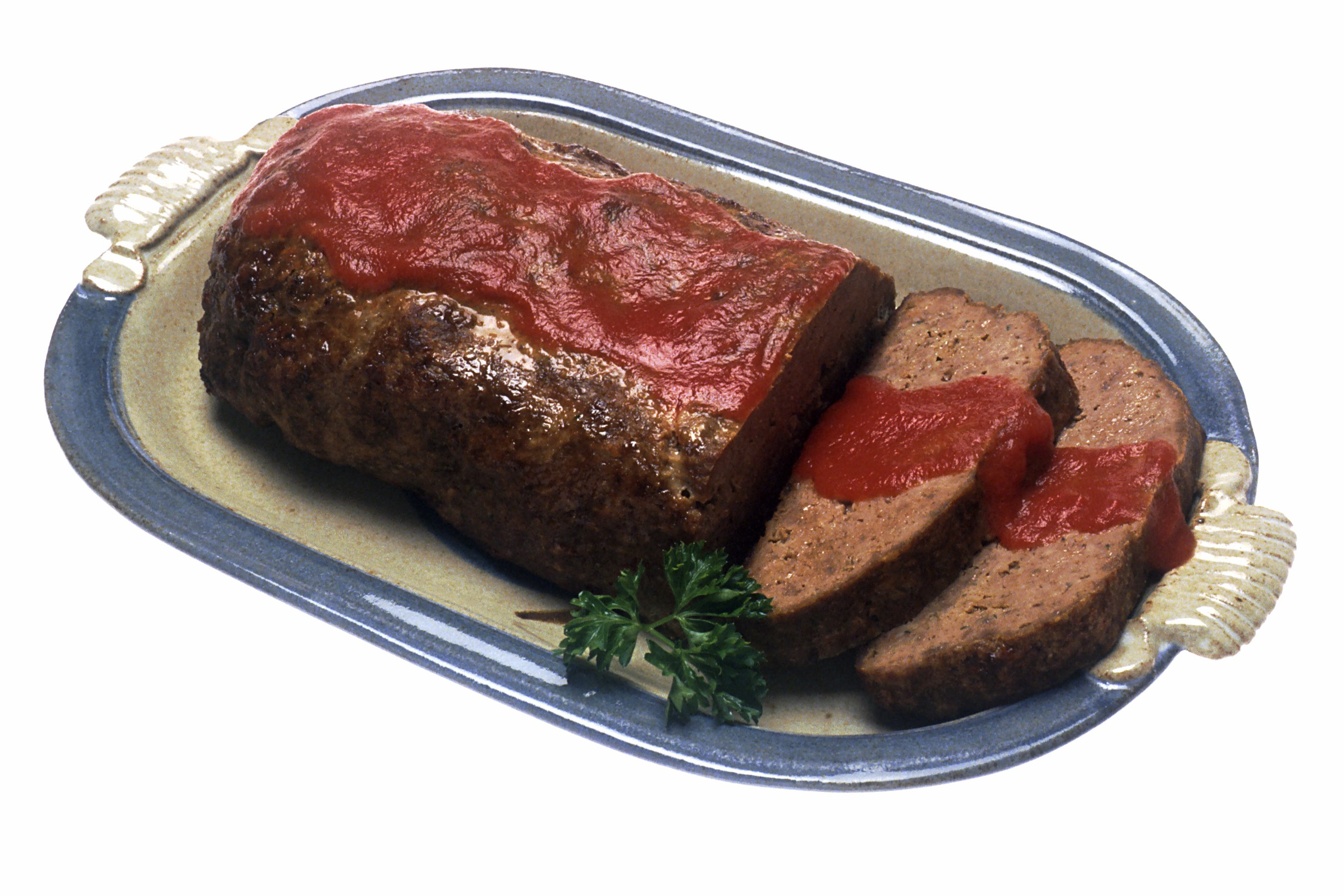
ミートローフ

ミートローフ（英: meatloaf）は挽肉を塊状に成型して加熱調理した肉料理である。

## 概要
「ローフ」 (loaf) は古英語のパンが語源であり、転じて長方形の食パン形に成形した挽肉をオーブンで焼いたものをローフと呼ぶようになった。実際には、円形のケーキ型やリング形のババロア型で焼くことも多く、必ずしも直方体とは限らない。挽肉料理の歴史は古く、古代ローマの料理書である『アピキウス』でも言及されている。ミートローフは、ドイツ、ベルギー、オランダ、オーストリア、ハンガリーなどで、古くからの定番の伝統料理として愛されてきている。アメリカのミートローフは、植民地時代のペンシルベニア州で、ドイツ系移民が食べていた Scrapple に由来する。しかしながら現代アメリカにおける意味でのミートローフは19世紀後半まで料理書には現れなかった。

## 調理法
通常は牛の挽肉が主であるが、豚やラム、合い挽き肉も用いられる。挽肉にタマネギのみじん切りを炒めたものを混ぜ、卵や、パン粉などの穀物粉を成型のためのつなぎとして加え、塩、コショウ・ナツメグなどの香辛料で味付けしてよく練り混ぜる。生地としては、現代においてハンバーグと変わらない作り方が普及していると言える。生地を、金型や、現代ではシリコン型などに詰めてオーブンで焼き上げる。現調理法では型に入れない物や円筒型なども存在する。また樹脂を用いたケーシングを施したソーセージ状のものもミートローフと称される事もあり、燻製や直火焼きのミートローフも存在する。
他の材料として豆類やピーマンやニンジンなどの野菜類、マッシュルームなどのキノコ類を加えることもある。表面にマッシュポテトを塗る・内部にゆで卵を入れるなどの追加的な特徴もさまざまな国や地域で伝承されている。
焼きあがったら端から好みの厚さに切り、トマトソース、グレイビー、ホワイトソース、ケチャップ、フルーツのジャムなど好みのソースで食べる。